# Maršovice (okres Jablonec nad Nisou)
Maršovice jsou obec, která se nachází v okrese Jablonec nad Nisou v Libereckém kraji, na jihozápadních svazích Maršovického vrchu. Žije zde 619 obyvatel.

## Části obce
- Maršovice
- Čížkovice 1.díl

## Historie
První písemná zmínka o obci pochází z roku 1543.

## Pamětihodnosti
- památkově chráněná usedlost čp. 42
- řada dalších hodnotných příkladů lidové architektury
- křížek u domu čp. 72
- hřbitov nad vsí

## Fotogalerie

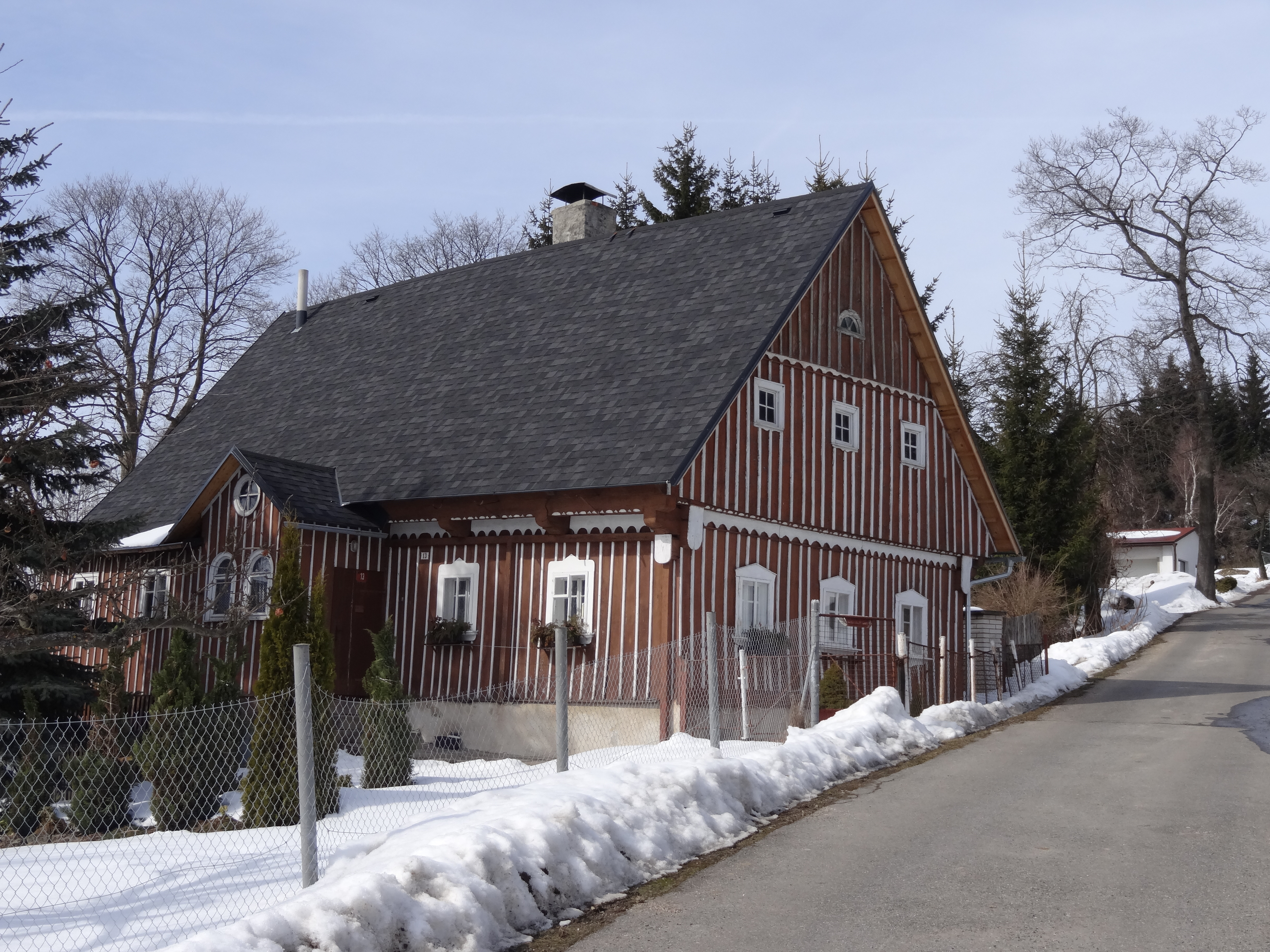
chalupa čp. 13
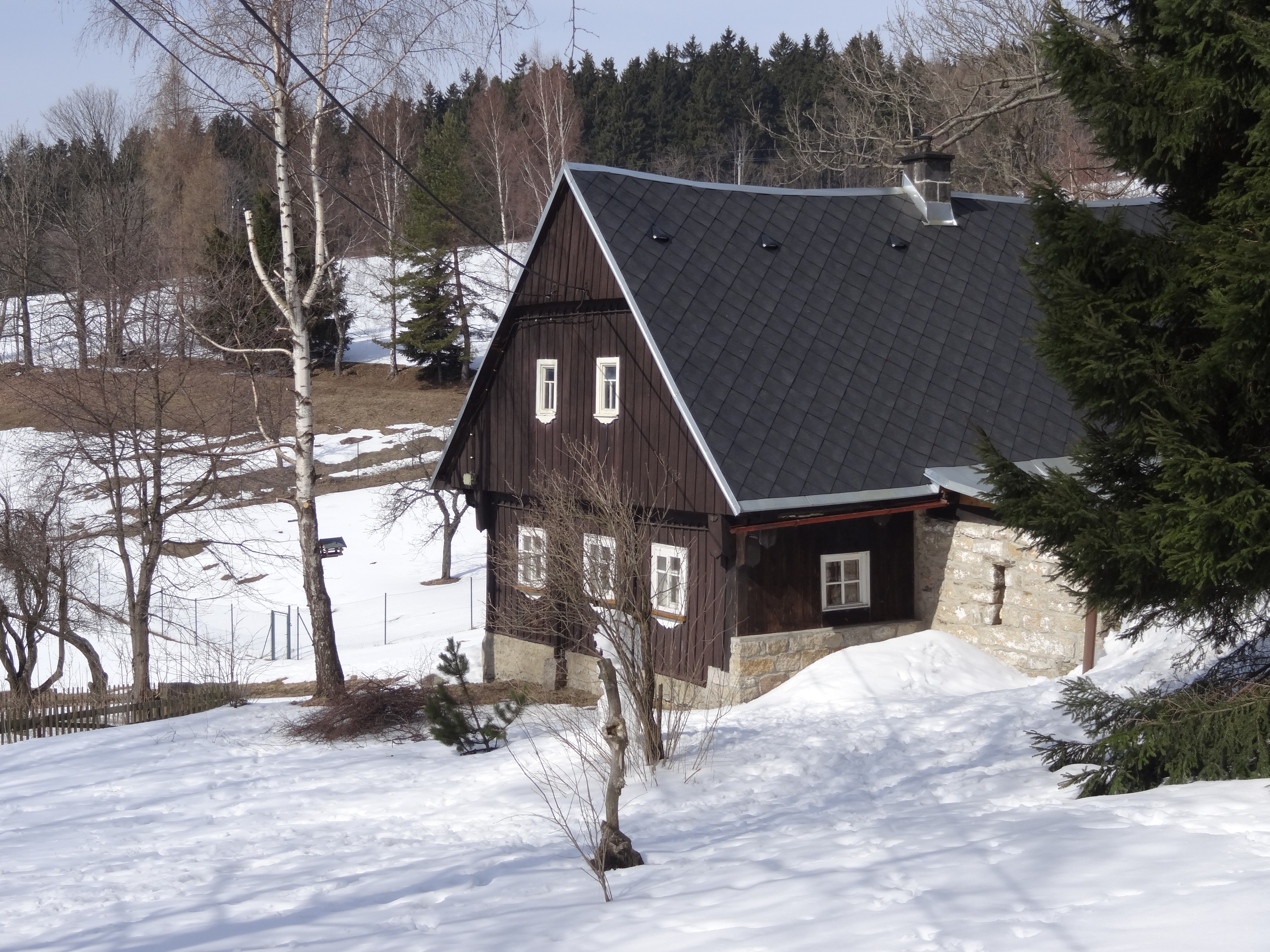
chalupa čp. 30
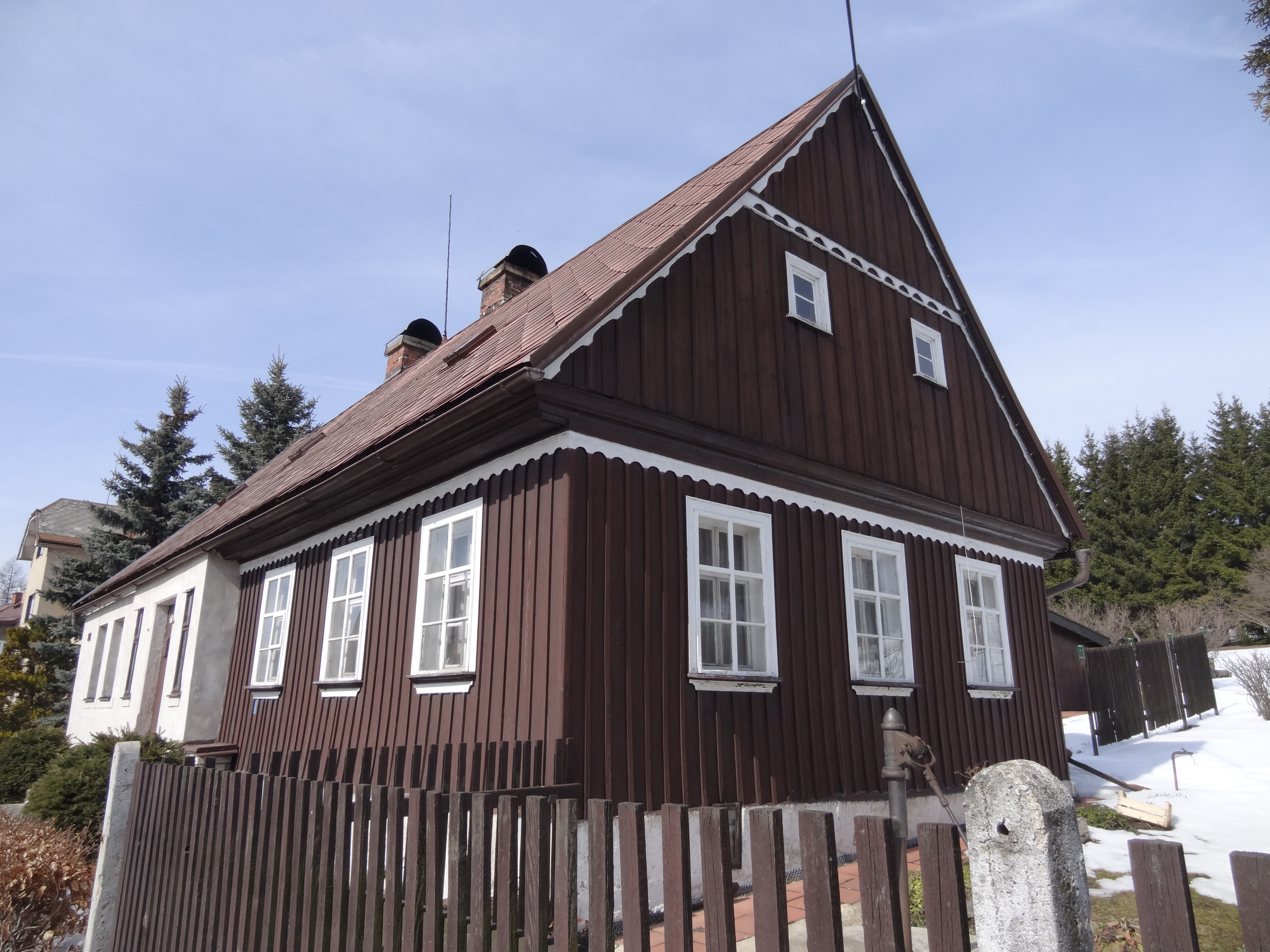
chalupa čp. 32
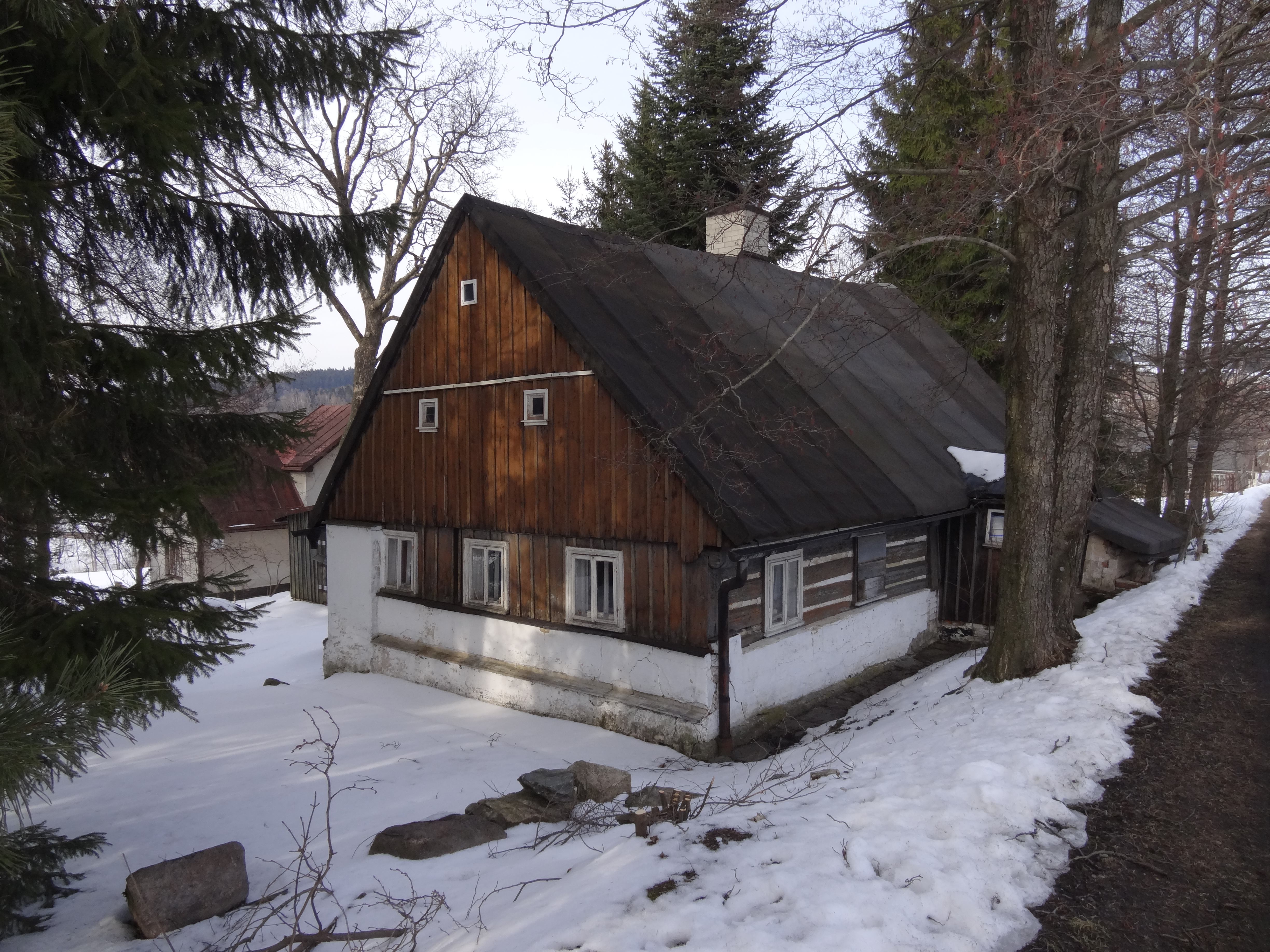
chalupa čp. 38
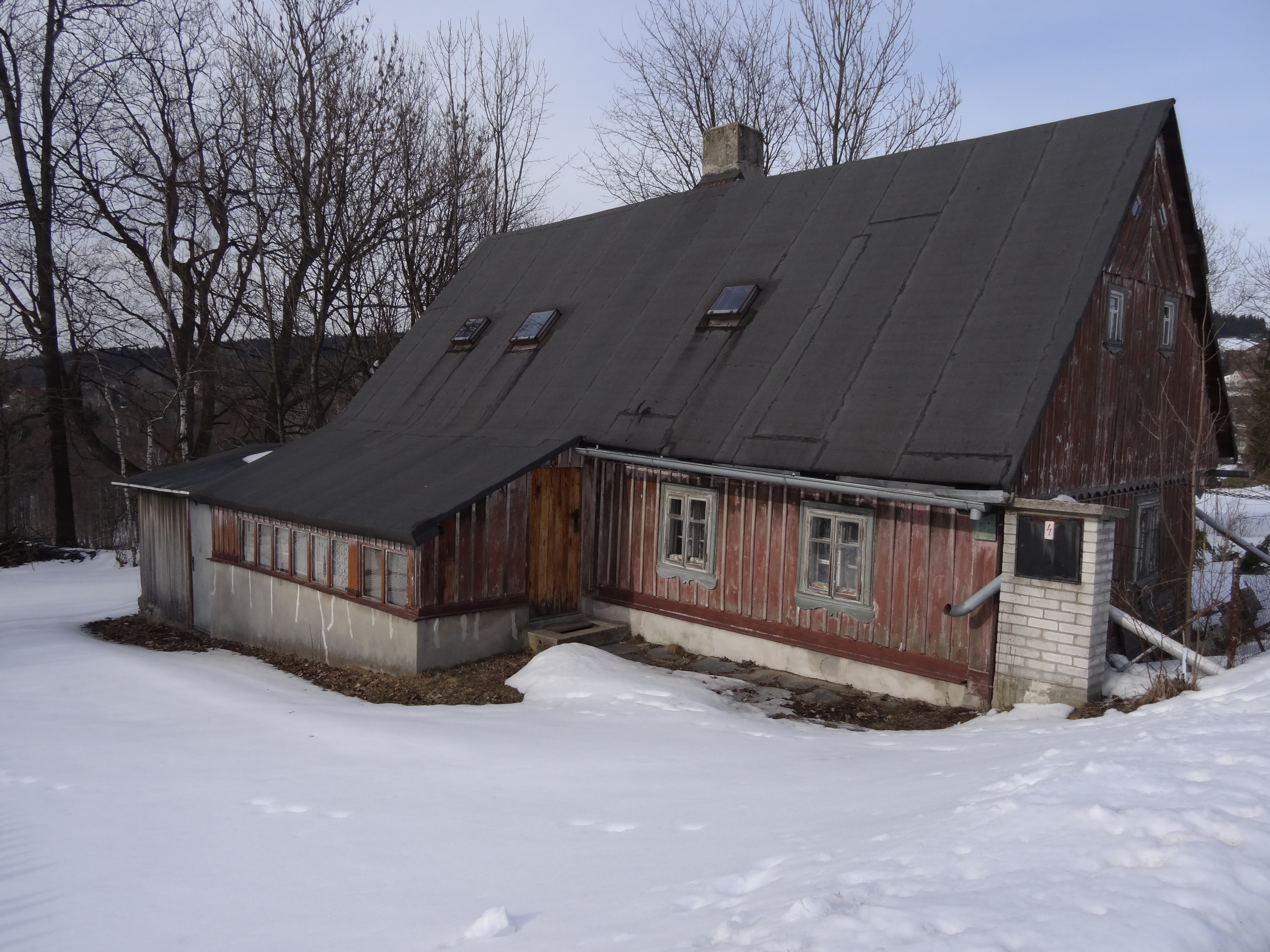
chalupa čp. 58
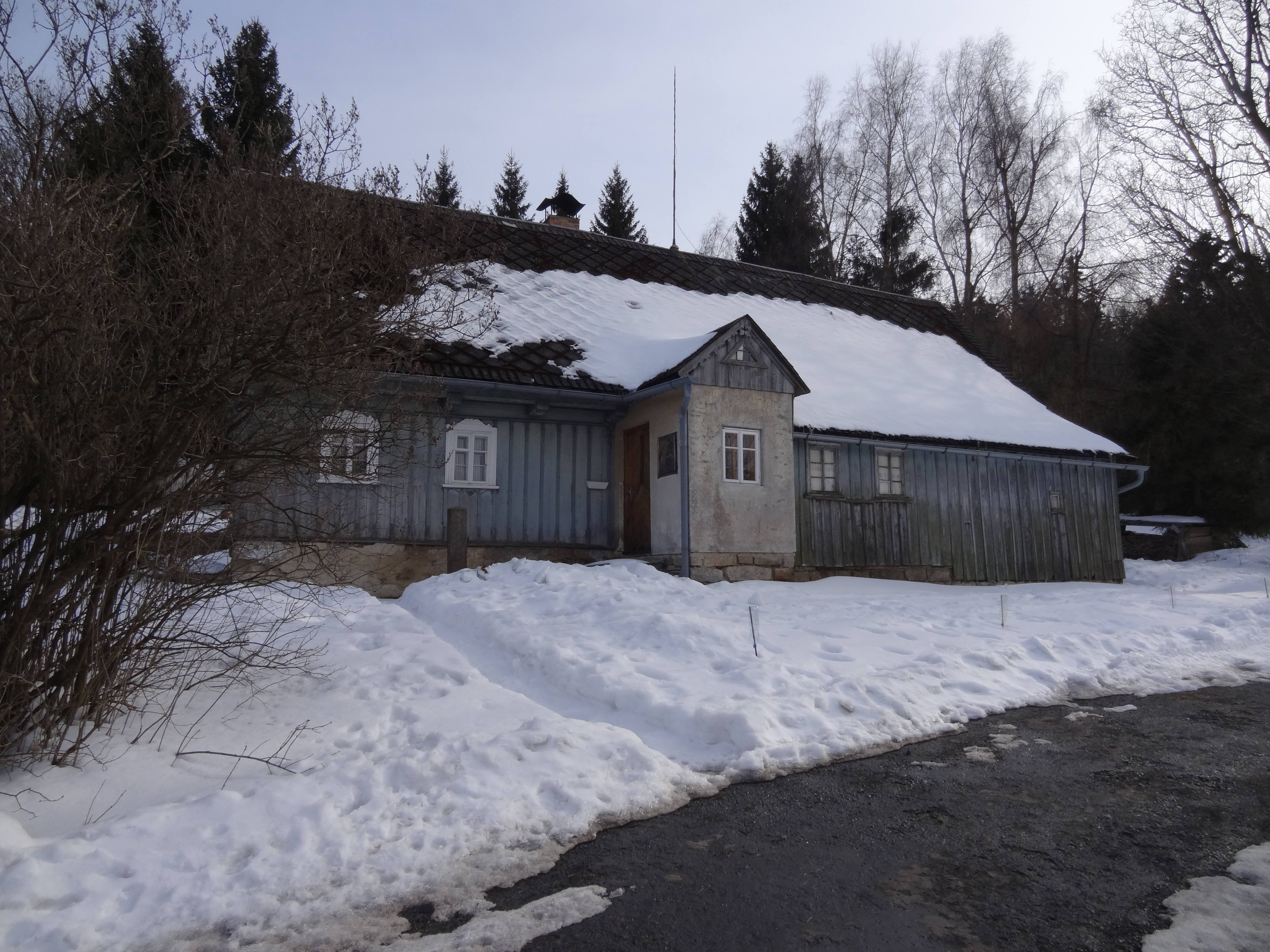
chalupa čp. 36
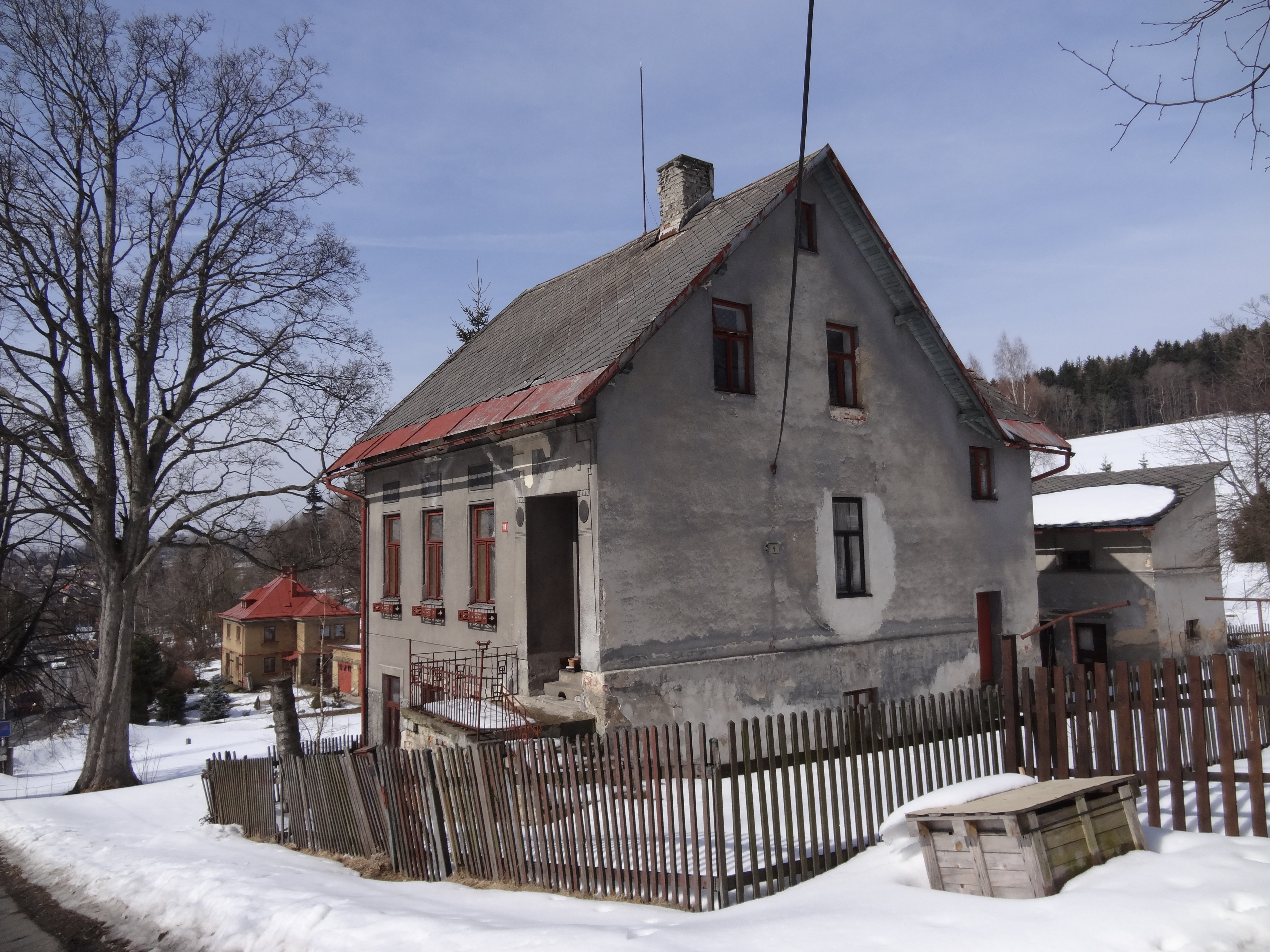
dům čp. 109
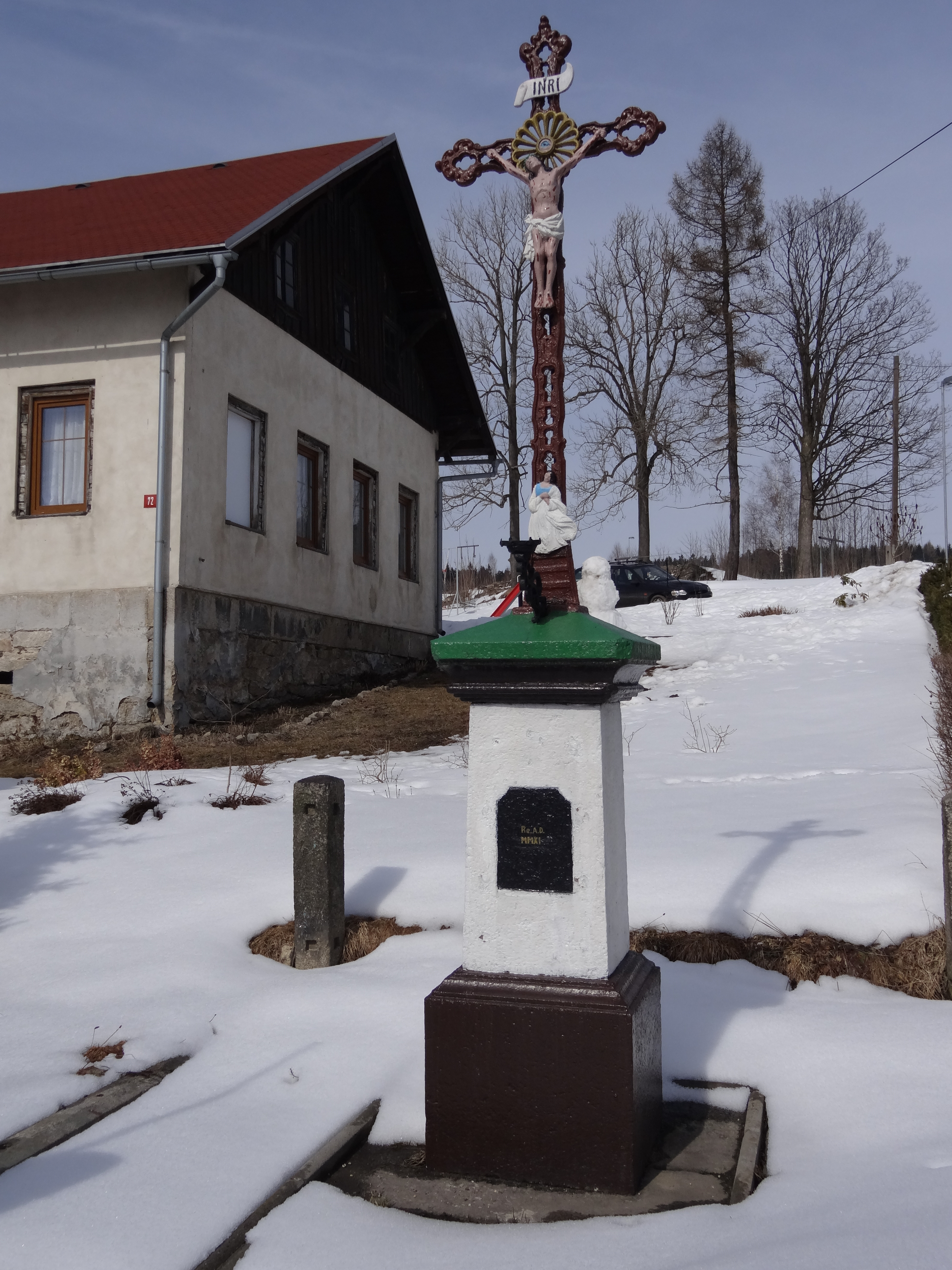
kříž u čp. 72
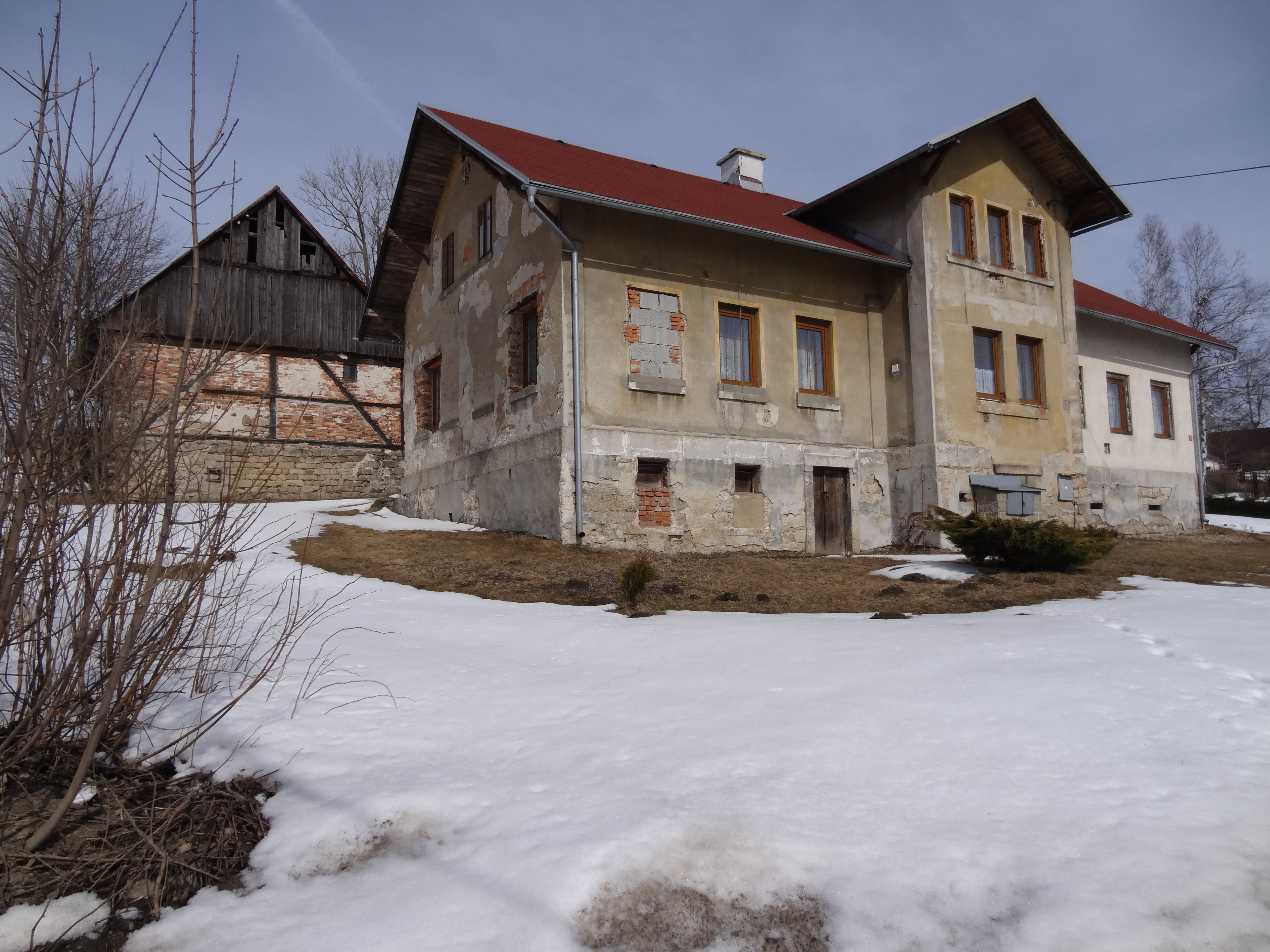
stavení čp. 72 se stodolou
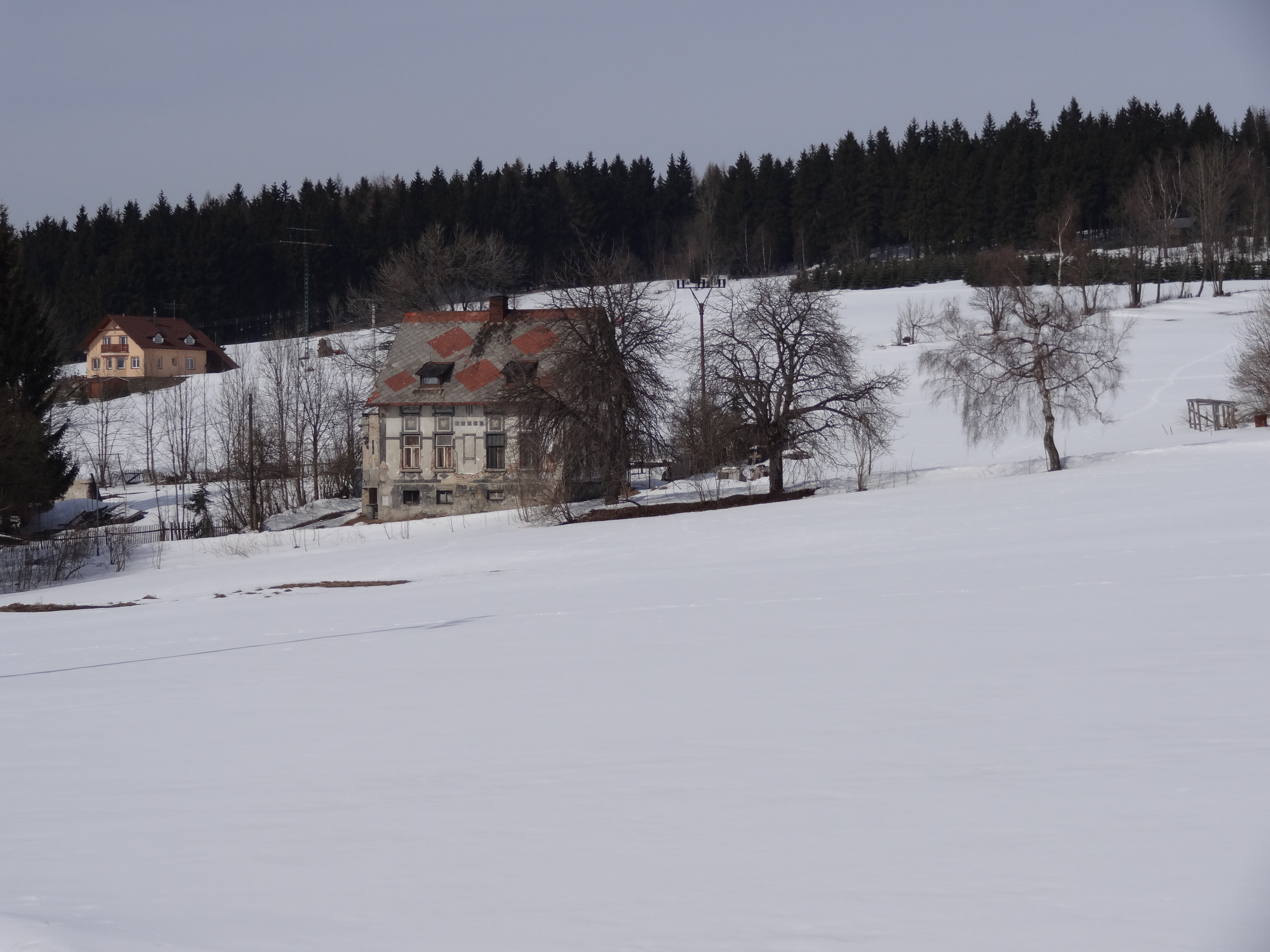
okolí domu čp. 103